# LSWR L12 class
LSWR L12 class — тип пассажирского паровоза с осевой формулой 2-2-0, разработанных в 1904 году Дугалдом Драммондом для экспресс-поездов Лондонской и Юго-Западной железной дороги. Тип не выделяется в ряду прочих конструкций Драммонда, но один из этих локомотивов в июне 1906 года попал в знаменитую железнодорожную катастрофу в Солсбери. Было построено 20 паровозов, ни один не сохранился.

## История
В 1904 году руководство поставило перед главным инженером тяги Лондонской и Юго-Западной железной дороги Дугалдом Драммондом задачу обновить и улучшить весьма удачный его паровоз T9 class. Конкуренция с Большой Западной дорогой за подвоз пассажиров к трансокеанским лайнерам, уходящим с юго-запада Англии из портов Плимута, требовала мощных паровозов, способных водить тяжёлые поезда с высокими скоростями. В связи с этим у Драммонда появилась возможность воспользоваться новыми разработками, накопившимися за пять лет с выпуска T9.
Паровоз стал последним в череде драммондовских 2-2-0-паровозов, начатой в 1898 году неудачным C8 class, продолжил традицию прочных и надёжных в эксплуатации локомотивов.
L12 class был, как и class S11, унифицирован с T9 по раме. Основным отличием L12 от S11 стало возвращение больших ведущих колёс T9 диаметром 6 ф. 7 д. (2010 мм).
Котёл также был в целом аналогичен T9, снабжён сухопарником и драммондовской трубой, но дымовая коробка была меньшего размера из-за отсутствия пароперегревателя. Как и у T9, в топке были установлены поперечные водяные трубы, с помощью которых удалось увеличить кипятильную поверхность ценой усложнения конструкции котла. Центр тяжести паровоза оказался заметно выше, чем у T9, что приводило к неустойчивости в кривых с фатальными последствиями.
Производство паровозов на заводе компании у Девяти Вязов началось в 1904 году, все паровозы комплектовались драммондовскими четырёхосными тендерами типа watercart повышенной вместимости.
| Год  | Заказ | Количество | Номера  | Примечания |
| ---- | ----- | ---------- | ------- | ---------- |
| 1904 | L12   | 5          | 415-419 |            |
| 1904 | O12   | 5          | 420-424 |            |
| 1904 | R12   | 5          | 425-429 |            |
| 1905 | T12   | 5          | 430-434 |            |

Следующий главный инженер тяги дороги Роберт Ури перевёл паровозы с насыщенного на перегретый пар и увеличил дымовую коробку даже по сравнению с S11 class. После этих переделок вес паровоза увеличился на тонну.

## Служба
Тип получил прозвище «Бульдог» из-за сурового внешнего вида.
L12 базировались в депо у Девяти Вязов, в Борнмуте и Солсбери. Впоследствии паровозы этого типа стояли в депо Эксмут-узловая, откуда обслуживали специальные экспрессы к океанским лайнерам вместе с S11. Паровозы были популярны у локомотивных бригад, но существенного отличия от T9, развитием которого они должны были быть, не наблюдалось, и кроме катастрофы 1906 года событий в карьере этих паровозов немного. Их списание началось вскоре после национализации (1948 г.), и к тому времени они работали на сельских ветках с местными грузовыми поездами. Последний паровоз этого типа был списан в 1955 году из депо Гилдфорд, где дорабатывал с товарным поездом на железной дороге долины Миона. Ни один паровоз не был сохранён.
| Год  | На начало года | Списано | Номера   | Примечания |
| ---- | -------------- | ------- | -------- | ---------- |
| 1951 | 20             | 18      | 30416-33 |            |
| 1953 | 2              | 1       | 30415    |            |
| 1955 | 1              | 1       | 30434    |            |

## Происшествия
L12 class печально известен тем, что 1 июля 1906 года на границе станции Солсбери паровоз № 421 сошёл с рельсов, в результате чего двадцать восемь человек погибли и одиннадцать были ранены № 421 был одним из двух паровозов с экспресс-поездами Ватерлоо—Плимут для обслуживания океанских лайнеров, которые когда-либо не вписались в кривую у восточной оконечности станции Солсбери и сошли с рельсов. Расследование установило, что причиной была жёсткая конкуренция между LSWR и GWR на этом маршруте.

## Окраска и нумерация

### LSWR и Southern
На LSWR паровозы работали в пассажирской шалфеево-зелёной ливрее с пурпурными и коричневыми каёмками зелёных филёнок, с чёрными и белыми полосами и золотистой надписью LSWR на бортах тендера.
При укрупнении британских железных дорог в 1923 году паровозы перешли к Southern Railway и перекрашивались в более тёмную маунселовскую зелёную ливрею с теми же чёрными и белыми полосами и жёлтой надписью Southern на том же месте
Во время Второй мировой войны паровозы при ремонте перекрашивали в военную чёрную окраску, в которой они доработали до национализации.

### После национализации в 1948 году
Сразу после национализации паровозы работали в чёрной военной ливрее, только с надписью British Railways на тендере и буквой S перед номером. Затем их перекрашивали в чёрную ливрею грузопассажирской службы BR с красными и белыми полосами и перенумеровывали по стандарту в 30xxx. На бортах тендера была эмблема BR.

## Внешние ссылки
- SEMG gallery